# Heidy Purga

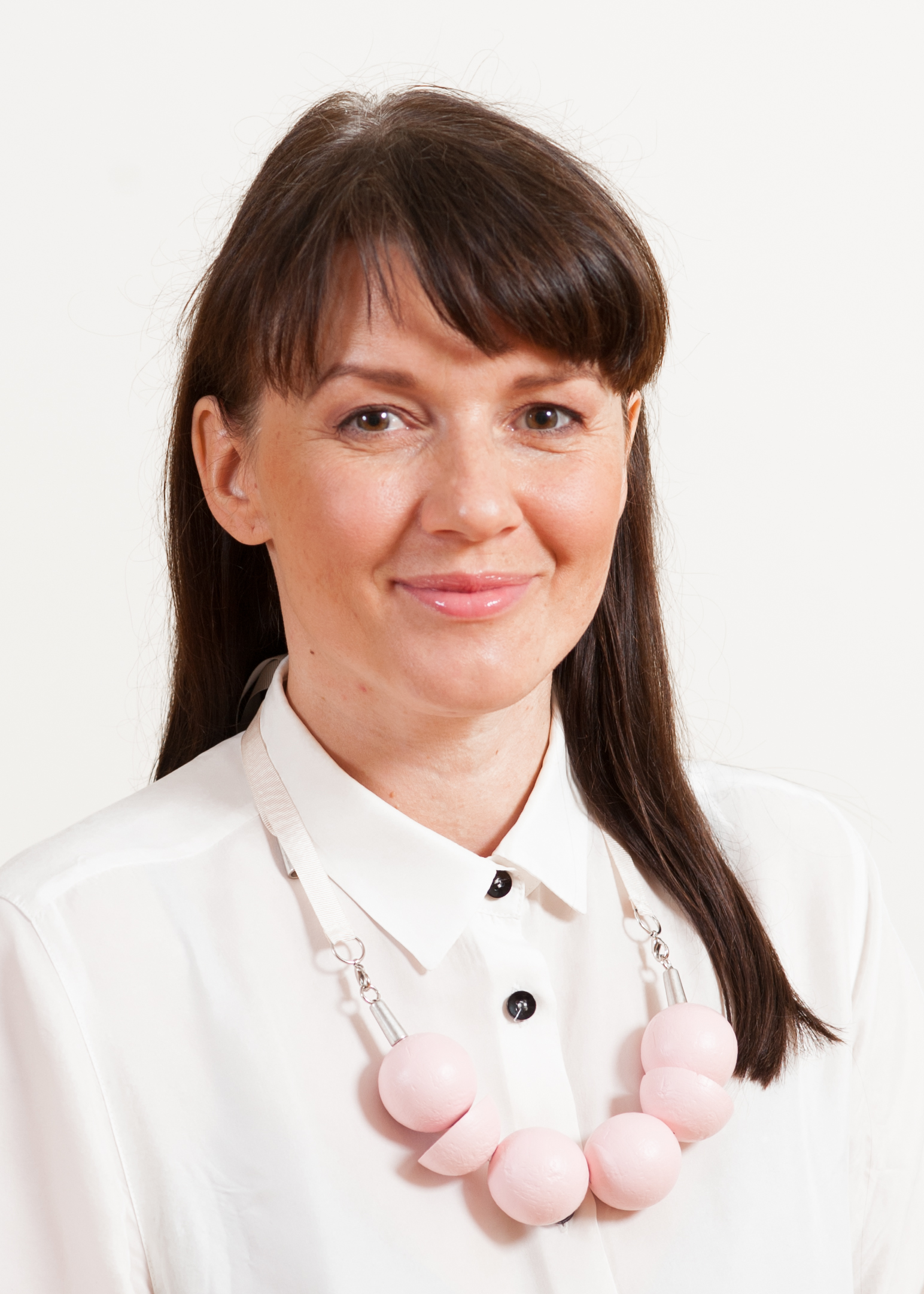
Heidy Purga (2015)

Heidy Purga (* 18. März 1975 in Tartu) ist eine estnische Journalistin und Politikerin. Seit dem 17. April 2023 ist sie Kulturministerin der Republik Estland im Kabinett K. Kallas III und Kabinett Michal.

## Leben und Politik
Heidy Purga schloss 1994 die Schule in Elva ab. Von 1994 bis 1996 studierte sie an der Pädagogischen Universität Tallinn das Fach Theaterregie. Von 1997 bis 2002 schloss sie ein Studium an der Medienwissenschaftlichen Fakultät der privaten Universität Concordia Ülikool in Tallinn an.
Ihre journalistische Karriere begann Purga beim öffentlichen-rechtlichen Musiksender Raadio 2 von Eesti Raadio. Von 2002 bis 2014 war sie Chefredakteurin von Raadio 2. Bekannt wurde sie als beliebte Radiomoderatorin. Daneben trat sie auch als Moderatorin im öffentlich-rechtlichen Fernsehen und beim estnischen Privatsender TV3 auf. Von 2008 bis 2015 war sie Produzentin von Eurolaul, dem estnischen Vorentscheid für den Eurovision Song Contest.
Daneben betätigte sich Purga auch politisch. 2014 wurde sie Mitglied der liberalen Estnischen Reformpartei. Seit 2014 gehörte sie für die Reformpartei, der sie in diesem Jahr beigetreten war, dem Rundfunkrat des öffentlich-rechtlichen Radios und Fernsehens (Eesti Rahvusringhääling) an. Bei der Parlamentswahl im März 2015 kandidierte sie erstmals erfolgreich für ein Mandat im estnischen Parlament (Riigikogu). Bei der Parlamentswahl 2019 wurde sie wiedergewählt.
Nachdem sie auch bei der Wahl 2023 ihr Mandat verteidigt hatte, wurde sie von Ministerpräsidentin Kaja Kallas als Kulturministerin der Republik Estland nominiert. Mit der Bestätigung durch das Parlament und Ernennung durch den Präsidenten konnte sie ihre Arbeit im Kabinett K. Kallas III zum 17. April aufnehmen.

## Privatleben

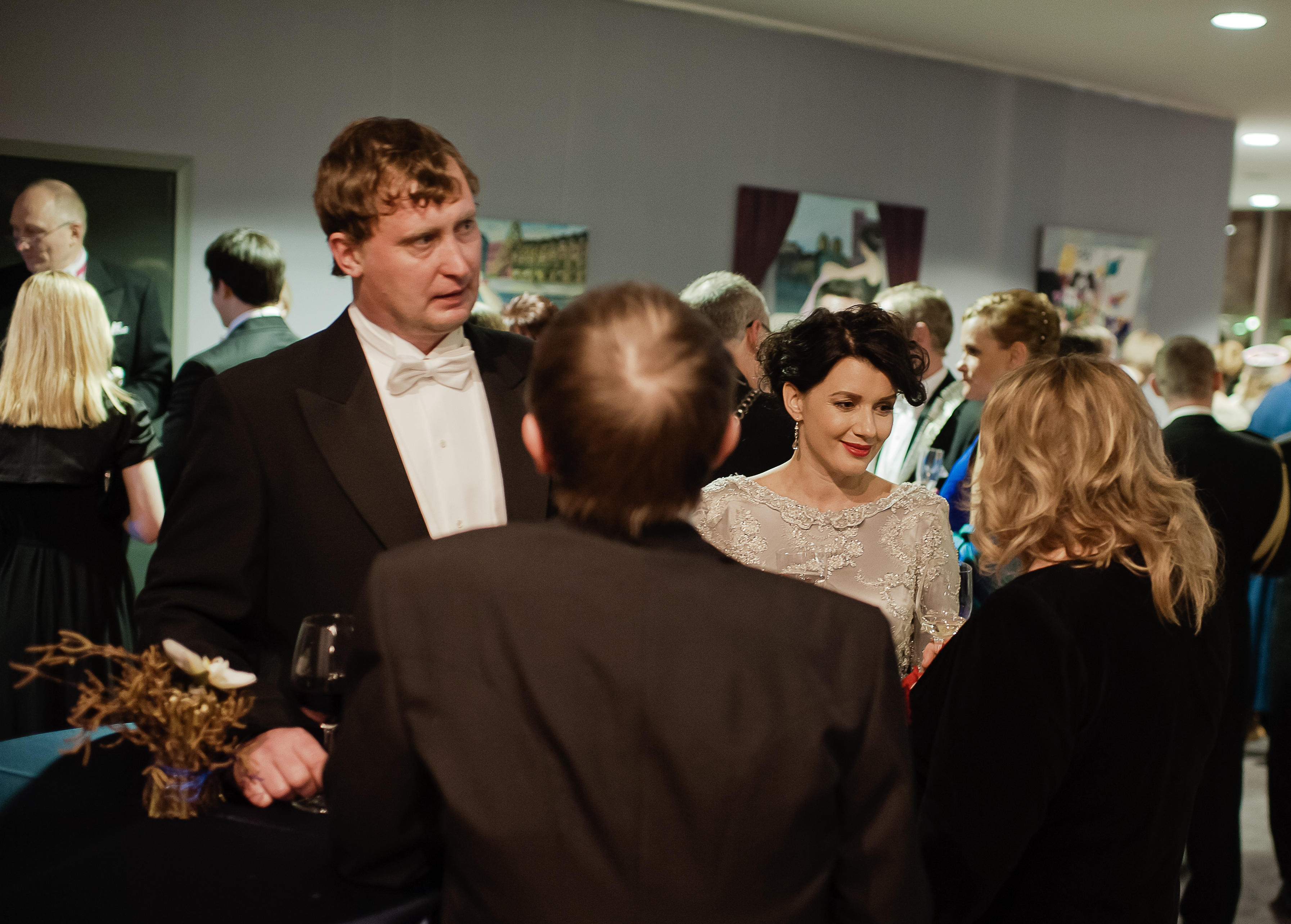
Heidy Purga im Jahr 2012 mit ihrem Lebensgefährten Jaanus Rohumaa

Langjähriger Lebensgefährte von Heidy Purga ist der estnische Theaterregisseur und Schauspieler Jaanus Rohumaa (geb. 1969). 2012 kam ihr gemeinsamer Sohn zur Welt.